# Певцов, Михаил Васильевич
Михаи́л Васи́льевич (в некоторых источниках Владимирович) Певцо́в (1843—1902) — русский путешественник, генерал-майор, исследователь Средней и Центральной Азии.
Член Западно-Сибирского отдела Императорского русского географического общества.

## Биография
Окончил курс Первой Санкт-Петербургской гимназии в качестве вольнослушателя. Прошёл обучение в юнкерском училище Воронежа. Образование окончил в Николаевской академии генерального штаба, выпущен по 2-му разряду. Во время учёбы в академии особый интерес проявлял к таким наукам, как геодезия, астрономия и география.
В службу вступил 18 июня 1860 года. Во время прохождения службы активно занимался этнографическими исследованиями, в 1867 году был принят в члены Русского географического общества. С 1872 года был помощником старшего адъютанта штаба Западно-Сибирского военного округа. Начиная с 1875 года, провёл на службе в Омске около пятнадцати лет. Там же, в Омске, он стал одним из основоположников Западно-Сибирского отдела Русского географического общества, который возник в 1877 году. Поручик (1867), штабс-капитан (1873), капитан (1875).
В 1876 году был командирован для исследования Джунгарии; с 30 августа 1878 года — подполковник, спустя три года — полковник. С 1876 по 1890 год руководил научно-исследовательскими экспедициями по горным системам юго-восточной части Джунгарии, в Китае и в полосе пустынь и полупустынь Гоби. В 1876 году им была совершена экспедиция по нынешней территории Синьцзян-Уйгурского автономного района Китая, благодаря которой он впоследствии получил известность и репутацию одного из крупнейших специалистов по Центральной Азии. В 1878 году сопровождал, с учёной целью, торговый караван бийских купцов по Монголии и северным провинциям внутреннего Китая (маршрут Алтайская — Кобдо — Гуй-хуа-чен (Хух-хото) — Калган — Урга — Улясутай — Кош-Агач, который фактически пересёк всю Монголию по диагонали). В этом путешествии его сопровождали топографы И. В. Чуклин и А. В. Скопин. Их задачей было проведение маршрутной глазомерной съёмки и определение географических координат некоторых точек на пути следования каравана для того, чтобы позже уточнить существовавшие в те времена карты Монголии. В 1878 и 1879 годах им было совершено путешествие в Западную Монголию и в северные провинции Китая по маршруту станица Алтайская — Кобдо — южная оконечность хребта Хангай — пустыня Гоби — Цинхайское нагорье — Калган — Урга, при этом целый ряд мест был исследован впервые. Представленный им итоговый отчёт систематически излагает информацию о флоре, фауне, геологии, астрономии, климате и этнографии всех районов, в которых побывала экспедиция. Помимо этого, им были задокументированы наблюдения за климатом и растительностью в Монгольском Алтае, описаны географические характеристики маршрута, собраны ботанические, минералогические и зоологические коллекции.
В 1883 году проводил на местности государственную границу с Западным Китаем к востоку от озера Зайсана, — согласно Петербургскому договору.
В 1887—1888 года находился на должности делопроизводителя Азиатской части Главного штаба. В конце 1888 года был назначен начальником научной экспедиции, сформированной H. М. Пржевальским перед своей кончиной: путешествовал в 1889 и 1890 годах по Восточному Туркестану, Северному Тибету и Джунгарии. Чин генерал-майора получил 30 августа 1891 года.
Скончался 25 февраля 1902 года от рака на руках своей жены, Марии Фёдоровны (1845—02.11.1902), которая в том же году умерла от «саркомы живота». Оба супруга похоронены на Смоленском кладбище.

## Вклад в науку
М. В. Певцовым было получено много новой информации о северо-западных районах Монголии. Точной карты этих территорий в те времена ещё не существовало, но он сумел внести существенный вклад в прояснение их орографии. Картографические материалы, созданные до экспедиции Певцова, содержали горные цепи, якобы связывающие Монгольский Алтай с Хангайским хребтом. Однако, Певцов достоверно выяснил, что Хангайский хребет не имеет какой-либо связи с Монгольским Алтаем, а также установил его размеры. Он впервые обнаружил впадину между Алтаем и Хангаем, в которой располагалось огромное количество водоёмов — пресных и солёных озёр. Эта впадина получила от него название «Долины озёр». Его открытием стало и то, что в Хангае берут начало многие монгольские речные системы. Кроме этого, Певцов впервые описал окраинный хребет Гобийского Алтая — Гурбан-Сайхан и установил правильное географическое положение крупнейшей реки Северо-Западной Монголии — Дзабхана, а также факт её впадения в озеро Айраг-Нур.
Им были картографированы многие реки и озёра, описаны их правильные очертания и местоположения. Одним из самых значительных результатов экспедиций с его участием стало измерение 44 высот и определение географических координат 28 пунктов. Певцов разработал самый точный (на те годы) метод астрономического определения широт, который он с успехом использовал во время путешествий по Внутренней Азии. До него по большей части обследованных им мест не проходил ни один исследователь.

## Награды
- орден Св. Станислава 3-й ст. (1874)
- орден Св. Анны 3-й ст. (1878)
- орден Св. Владимира 4-й ст. (1880)
- орден Св. Станислава 2-й ст. (1883)
- орден Св. Анны 2-й ст. (1888)
- орден Св. Владимира 3-й ст. (1895)
- орден Св. Станислава 1-й ст. (1898)
- орден Бухарской золотой звезды (1898)

## Труды
- «Путевые очерки Чжунгарии» («Записки. Зап.-Сиб. отдела Императорского Русского Географического общ.», кн. 1. — Омск, 1879)
- «Очерк путешествия по Монголии и северным провинциям внутреннего Китая» (там же, кн. 7, 1883) — отмечен в 1885 году медалью имени Ф. П. Литке
- «Труды Тибетской экспедиции» (отдельное изд. Императорского Русского Географического общ., т. I. — СПб., 1895)
- «Начальные основания математической и физической географии» (СПб., 1881)
- «Об определении географической широты по соответственным высотам двух звезд» («Записки по Общей Географии Имп. Русского Географического Общ.», т. XVII, вып. 5. — СПб., 1888),
- «О барометрическом нивелировании» («Записки по Общей Географии Имп. Русского Географического Общ.», т. XXIX, вып. 2. — 1896).

Переиздания работ
- Певцов М. В. Путешествия по Китаю и Монголии. — М.: Географгиз, 1951. — 284 с. — 15 000 экз. (в пер.)
- Певцов М. В. Путешествия по Китаю и Монголии. Путешествие в Кашгарию и Куньлунь. — М.: Дрофа, 2010. — 880 с. — (Библиотека путешествий). — 4000 экз. — ISBN 978-5-358-07749-2. (в пер.)

## Память
- Улица Михаила Певцова в Москве.
- Улица Певцова в Омске.
- Памятник Певцову в Омске[4].
- в честь М. В. Певцова названа гора в Антарктиде (горы Принс-Чарльз, 71°17′ ю.ш., 67°07′ в.д., обследована Советской Антарктической экспедицией в 1972—1973 году)[5].